# Andrzej Wróblewski (polityk)
Andrzej Wróblewski (ur. 22 listopada 1950 w Smogórach) – polski ekonomista, polityk, przedsiębiorca, minister finansów od 1988 do 1989.

## Życiorys
Syn Józefa i Heleny. W 1973 ukończył studia na Wydziale Ekonomiki Przemysłu Szkoły Głównej Planowania i Statystyki w Warszawie. Od 1971 członek Polskiej Zjednoczonej Partii Robotniczej. W latach 1972–1974 był ekonomistą w Piastowskich zakładach Przemysłu Gumowego „Stomil”. Od 1974 do 1980 był naczelnikiem Wydziału Górnictwa w Ministerstwie Finansów. W latach 1980–1981 był pracownikiem politycznym Komitetu Centralnego PZPR. Następnie był doradcą pełnomocnika rządu ds. reformy gospodarczej w latach 1981–1985. 
W 1985 został dyrektorem zespołu Metodyki Planowania i Systemów Regulacyjnych w Komisji Planowania przy Radzie Ministrów. Od listopada 1987 podsekretarz stanu w ministerstwie przemysłu. Od 14 października 1988 do 12 września 1989 był ministrem finansów w rządzie Mieczysława Rakowskiego. W marcu 1989 powołał Radę Nadzorczą Funduszu Obsługi Zadłużenia Zagranicznego. 
Oskarżony po latach przed Trybunałem Stanu w związku z aferą alkoholową – 18 czerwca 1997 został przez Trybunał Stanu uniewinniony. Od 1991 jest Prezesem Zarządu Grupy Inwestycyjnej NYWIG S.A. Jest także członkiem rad nadzorczych w wielu instytucjach, w tym w bankach i przedsiębiorstwach produkcyjnych.